# Plesiotrygon nana
Plesiotrygon nana är en rockeart som beskrevs av De Carvalho och Ragno 20. Plesiotrygon nana ingår i släktet Plesiotrygon och familjen Potamotrygonidae. Inga underarter finns listade i Catalogue of Life.